# Rodrigo Moya
Rodrigo Nicolás Moya Garrido (Santiago, Chile, 25 de mayo de 1994) es un futbolista chileno que juega como lateral derecho o defensa central.

## Carrera
Debutó con Universidad de Chile el 1 de febrero de 2013 contra Audax Italiano en un partido válido por el Torneo de Transición. Parte a préstamo por la primera parte de la temporada 2013 a Barnechea de la Primera B de Chile. Al finalizar su préstamo, no llega a un acuerdo con la "U" y queda libre.

## Estadísticas
| Club                         | Div.       | Temporada  | Liga  | Liga  | Copas nacionales | Copas nacionales | Torneos internacionales | Torneos internacionales | Total | Total |
| Club                         | Div.       | Temporada  | Part. | Goles | Part.            | Goles            | Part.                   | Goles                   | Part. | Goles |
| ---------------------------- | ---------- | ---------- | ----- | ----- | ---------------- | ---------------- | ----------------------- | ----------------------- | ----- | ----- |
| Universidad de Chile · Chile | 1.ª        | 2013       | 2     | 0     | 2                | 0                | —                       | —                       | 4     | 0     |
| Universidad de Chile · Chile | Total club | Total club | 2     | 0     | 2                | 0                | 0                       | 0                       | 0     | 0     |
| Barnechea · Chile            | 2.ª        | 2013       | 9     | 2     | —                | —                | —                       | —                       | 9     | 2     |
| Barnechea · Chile            | Total club | Total club | 9     | 2     | 0                | 0                | 0                       | 0                       | 9     | 2     |
| Magallanes · Chile           | 2.ª        | 2013-14    | 2     | 0     | —                | —                | —                       | —                       | 2     | 0     |
| Magallanes · Chile           | Total club | Total club | 2     | 0     | 0                | 0                | 0                       | 0                       | 2     | 0     |
| Melipilla · Chile            | 3.ª        | 2014-15    | 25    | 1     | —                | —                | —                       | —                       | 25    | 1     |
| Melipilla · Chile            | Total club | Total club | 25    | 1     | 0                | 0                | 0                       | 0                       | 25    | 1     |
| Coquimbo Unido · Chile       | 2.ª        | 2015-16    | 16    | 0     | 5                | 0                | —                       | —                       | 21    | 0     |
| Coquimbo Unido · Chile       | Total club | Total club | 16    | 0     | 5                | 0                | 0                       | 0                       | 21    | 0     |
| Colchagua · Chile            | 3.ª        | 2017       | 19    | 1     | —                | —                | —                       | —                       | 19    | 1     |
| Colchagua · Chile            | 3.ª        | 2018       | 19    | 1     | 6                | 0                | —                       | —                       | 25    | 1     |
| Colchagua · Chile            | Total club | Total club | 38    | 2     | 6                | 0                | 0                       | 0                       | 44    | 2     |
| Deportes Recoleta · Chile    | 3.ª        | 2019       | 23    | 2     | 1                | 0                | —                       | —                       | 24    | 2     |
| Deportes Recoleta · Chile    | Total club | Total club | 23    | 2     | 1                | 0                | 0                       | 0                       | 24    | 2     |
| Total club                   | Total club | Total club | 115   | 7     | 14               | 0                | 0                       | 0                       | 129   | 7     |
| 1. 2.                        |            |            |       |       |                  |                  |                         |                         |       |       |